# بمب‌گذاری مه ۲۰۱۶ دیاربکر
بمب‌گذاری مه ۲۰۱۶ دیاربکر در تاریخ ۱۰ مه رخ داد که بر اثر انفجار یک خودروی بمب‌گذاری شده در استان دیاربکر ترکیه ۳ نفر کشته و ۴۵ نفر از جمله ۱۲ پلیس زخمی شدند.